# Sondre Holst Enger
Sondre Holst Enger (Horten, 17 dicembre 1993) è un ex ciclista su strada norvegese, professionista dal 2014 al 2020.

## Carriera
Nel 2013 ai Campionati del mondo di Firenze ha ottenuto la medaglia di bronzo in linea nella categoria Under-23, battuto dallo sloveno Matej Mohorič e dal sudafricano Louis Meintjes.
Professionista dal 1º luglio 2014 con il team svizzero IAM Cycling, nello stesso anno si è piazzato quinto nella classifica generale del Tour des Fjords. Nel 2015 ha vinto la prima tappa del Giro d'Austria e nel 2016 la sesta e ultima frazione del Giro di Croazia.

## Palmarès
- 2013 (Team Plussbank, due vittorie)

Classifica generale Coupe des nations Ville Saguenay
Campionati norvegesi, Prova in linea Under-23
- 2014 (Team Sparebanken Sør, una vittoria)

Campionati norvegesi, Prova in linea Under-23
- 2015 (IAM Cycling, una vittoria)

1ª tappa Österreich-Rundfahrt (Mörbisch am See > Scheibbs)
- 2016 (IAM Cycling, una vittoria)

6ª tappa Giro di Croazia (Sveti Martin na Muri > Zagabria)

### Altri successi
- 2016 (IAM Cycling)

Classifica a punti Tour of Norway

## Piazzamenti

### Grandi Giri
- Tour de France

2016: 141º

### Competizioni mondiali
- Campionati del mondo

Copenaghen 2011 - In linea Juniores: 12º
Copenaghen 2011 - Cronometro Juniores: 10º
Toscana 2013 - In linea Under-23: 3º
Ponferrada 2014 - In linea Under-23: 5º
Doha 2016 - In linea Elite: ritirato

### Competizioni europee
- Campionati europei

Glasgow 2018 - In linea Elite: ritirato